# Zasada domina
Zasada domina  – meksykańsko-amerykańsko-brytyjski film fabularny z 1977 roku w reżyserii Stanleya Kramera. Zdjęcia do filmu zostały nakręcone w Los Angeles, Long Beach, San Francisco, Puerto Vallarta i więzieniu San Quentin.

## Fabuła
Roy Tucker, więzień odsiadujący wyrok za zabójstwo brutalnego męża Ellie Riggens, kobiety, z którą chce się ożenić, zostaje wybrany przez anonimową organizację do wykonania specjalnego zadania, w zamian za wolność. Roy wychodzi z więzienia i żeni się z Ellie. Kiedy jednak organizacja upomina się o zaległy dług w postaci wykonania zadania, życie Roya zaczyna nabierać coraz ciemniejszych barw.

## Obsada
- Gene Hackman jako Roy Tucker
- Richard Widmark jako Tagge
- Candice Bergen jako Ellie Riggens
- Mickey Rooney jako Spiventa
- Edward Albert jako Pine
- Eli Wallach jako generał Reser
- Jay Novello jako kapitan Ruiz
- Majel Barrett jako Pani Schnaible

i inni